# Samba Meu
Samba Meu é o terceiro álbum de estúdio da cantora brasileira Maria Rita, lançado em 2007. O álbum foi consagrado com um disco de platina. Ganhou vários prêmios incluindo: Grammy Latino na categoria Melhor Álbum de Samba/Pagode, Prêmio Multishow de Música Brasileira na categoria Melhor Álbum. Vendeu 300 mil no Brasil, sendo certificado de platina.

## Faixas
| N.º            | Título                        | Compositor(es)                                    | Duração |  |
| 1.             | "Samba Meu"                   | Rodrigo Bittencourt                               | 2:09    |  |
| 2.             | "O Homem Falou"               | Gonzaguinha                                       | 3:54    |  |
| 3.             | "Maltratar, Não é Direito"    | Arlindo Cruz, Franco Lattari                      | 3:44    |  |
| 4.             | "Num Corpo Só"                | Arlindo Cruz, Luiz Cláudio Picolé                 | 3:58    |  |
| 5.             | "Cria"                        | Cesar Belieny, Serginho Meriti                    | 3:33    |  |
| 6.             | "Tá Perdoado"                 | Arlindo Cruz, Franco Lattari                      | 3:47    |  |
| 7.             | "Para Declarar Minha Saudade" | Arlindo Cruz, Junior Dom                          | 1:44    |  |
| 8.             | "O que é o Amor"              | Fred Camacho, Arlindo Cruz, Maurição              | 3:39    |  |
| 9.             | "Trajetória"                  | Arlindo Cruz, Franco Lattari, Serginho Meriti     | 4:15    |  |
| 10.            | "Mente ao Meu Coração"        | Francisco Malfitano                               | 3:48    |  |
| 11.            | "Novo Amor"                   | Eduardo Krieger                                   | 2:55    |  |
| 12.            | "Maria do Socorro"            | Eduardo Krieger                                   | 3:11    |  |
| 13.            | "Corpitcho"                   | Ronaldo Barcellos, Luiz Cláudio Picolé            | 3:05    |  |
| 14.            | "Casa de Noca"                | Nei Jota Carlos, Elson do Pagode, Serginho Meriti | 3:10    |  |
| Duração total: | Duração total:                | Duração total:                                    | 46:40   |  |

## DVD Samba Meu
| Críticas profissionais                                                      | Críticas profissionais |
| Avaliações da crítica                                                       | Avaliações da crítica  |
| Fonte                                                                       | Avaliação              |
| --------------------------------------------------------------------------- | ---------------------- |
| Rolling Stone Brasil                                                        | [ 3 ]                  |
| All Music Guide                                                             | [ 4 ]                  |
| Billboard                                                                   | (positiva)             |
| O Grito                                                                     | [ 6 ]                  |
| Canal Pop                                                                   | [ 7 ]                  |
| Ziriguidum                                                                  | (positiva)             |
| Ezine                                                                       | (mixada)               |
| Esta tabela precisa de ser acompanhada por texto em prosa. Consulte o guia. |                        |

Depois do sucesso das temporadas do Rio de Janeiro, São Paulo, Porto Alegre e Brasília, BH, Vitória, Londres, Espanha e Portugal, Maria Rita lança o DVD “Samba Meu”, Gravado no Rio de janeiro no Vivo Rio. O DVD vem para comemorar o sucessos do CD “Samba meu” lançado em setembro de 2007. Com direção de Hugo Prata e produção da própria Maria Rita e cenografia de Zé Carratu, a cantora recem ganhadora do prêmio Multishow de “melhor CD” está acompanhada por Jota Moraes (piano), Sylvinho Mazzuca (baixo acústico), Tuca Alves (violão), Camilo Mariano (bateria), Márcio Almeida (cavaquinho), Neni Brown e Miudinho (percussão). No set list do show estão os novos sucessos “Tá Perdoado” (Franco/Arlindo Cruz), “O Homem Falou” (Gonzaguinha) e “Num Corpo Só” (Arlindo Cruz/Picolé), além dos clássicos “Cara Valente” (Marcelo Camelo), “Encontros e Despedidas” (Milton Nascimento/Fernando Brant) e “Caminho das Águas” (Rodrigo Maranhão).

### Faixas
1. Samba Meu/O Homem Falou
2. Tá Perdoado
3. Maria do Socorro
4. Novo Amor
5. Trajetória
6. O Que é o Amor
7. Cria
8. Recado
9. Muito Pouco
10. Pagu
11. Encontros e Despedidas
12. Caminho das Águas
13. A Festa
14. Cara Valente
15. Corpitcho
16. Casa de Noca
17. Num Corpo Só
18. Maltratar, Não é Direito
19. Conta Outra

- Extras

1. Making-of
2. Videoclipe "Não Deixe o Samba Morrer"
3. Videoclipe "Num Corpo Só”
4. Slideshow

## Participações em Trilhas Sonoras
- Tá Perdoado fez parte da trilha sonora da novela Duas Caras.